# 마푸사우루스
마푸사우루스(Mapusaurus)는 중생대 백악기 후기, 남아메리카대륙에서 서식했던 육식공룡이다. '용반류'-'수각아목'-카르카로돈토사우루스과에 속한다. 학명은 "지구의 도마뱀(earth lizard)"이라는 의미를 갖는다. 화석은 오늘날의 아르헨티나 부근에서 발견되었다. 당시 발굴지에서는 300개 이상의 뼈가 발굴되었고, 그것은 각각의 성장단계를 보여주는 복수 개체의 뼈로 이루어져 있었다. 마푸사우루스 중 가장 큰 종은 전체 몸 길이가 12~12.8m, 체중은 7~8t 정도 나갔을 것으로 추정되고, 이것은 지금까지 발견된 육식공룡 중에서 큰 편에 속한다. 아래턱에는 날카로운 칼 모양의 이빨이 있고, 다른 동물의 살점을 효과적으로 잘라 많은 양의 먹잇감의 살점을 뜯어낼 수 있었을 것으로 추정된다. 앞서 서술하였듯이 발굴지에서 여러 마리의 화석이 발견되어 흥미롭게도 무리지어 다녔을 것으로 추정되기도 하며, 주로 용각류를 더욱 효율적으로 잡기 위해 가끔 일시적으로 무리지어 사냥을 하였을 것 으로 보인다.
1. ↑  Canale, Juan I.; Apesteguía, Sebastián; Gallina, Pablo A.; Mitchell, Jonathan; Smith, Nathan D.; Cullen, Thomas M.; Shinya, Akiko; Haluza, Alejandro; Gianechini, Federico A.; Makovicky, Peter J. (July 2022). “New giant carnivorous dinosaur reveals convergent evolutionary trends in theropod arm reduction”. 《Current Biology》 32 (14): 3195–3202.e5. Bibcode:2022CBio...32E3195C. doi:10.1016/j.cub.2022.05.057. PMID 35803271. S2CID 250343124.
2. ↑  Wilford, John Noble (2006년 4월 18일). “A Meat Eater Bigger Than T. Rex Is Unearthed”. 《The New York Times》. 2018년 2월 23일에 원본 문서에서 보존된 문서. 2024년 12월 12일에 확인함.